# Eugenia belladerensis
Eugenia belladerensis är en myrtenväxtart som beskrevs av Ignatz Urban och Erik Leonard Ekman. Eugenia belladerensis ingår i släktet Eugenia och familjen myrtenväxter.
Artens utbredningsområde är Haiti. Inga underarter finns listade i Catalogue of Life.